# Val d'Orcia

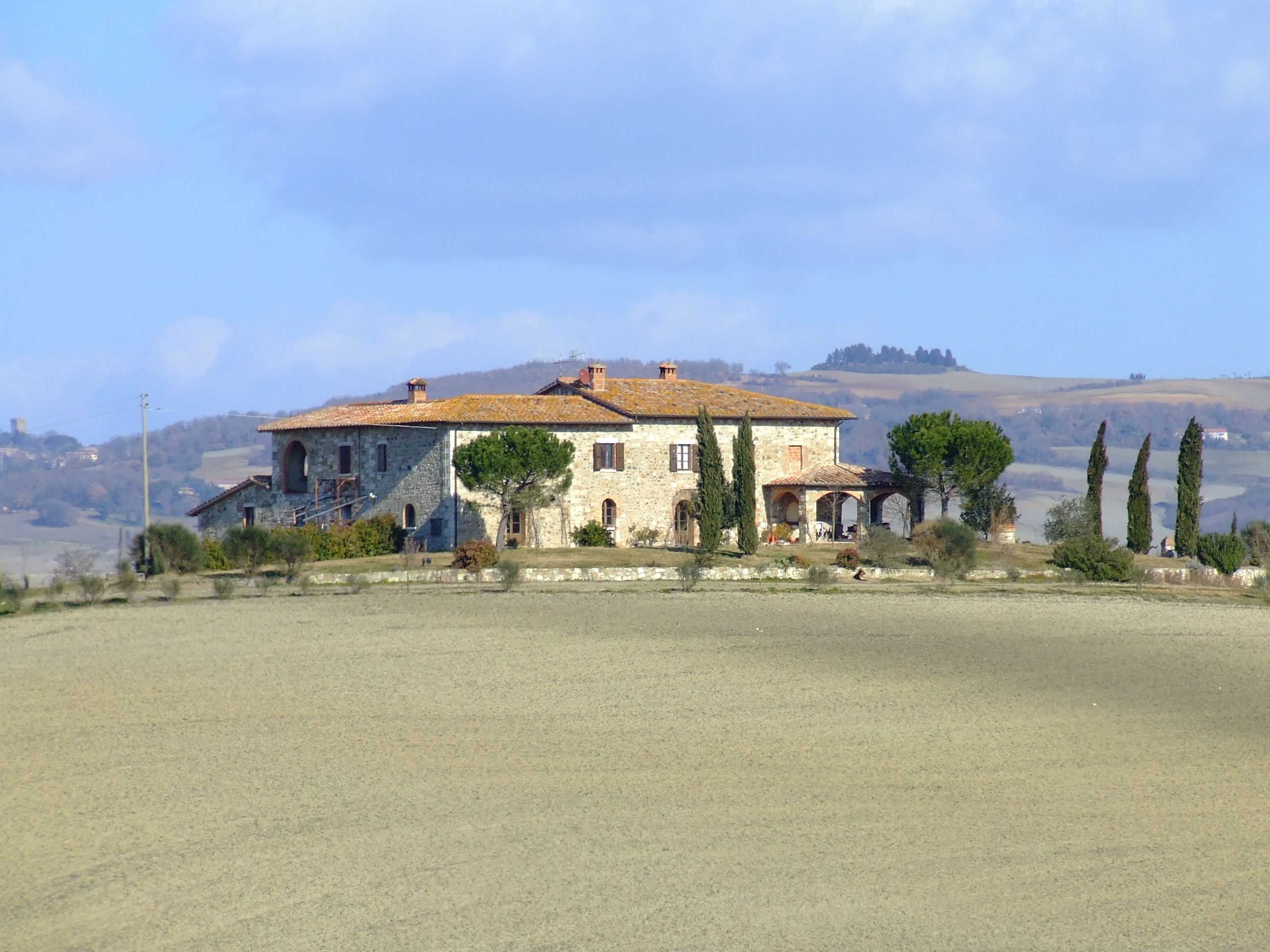
Casa colonica grande Val d'Orcia Cassia

Val d'Orcia är ett kulturlandskap i provinsen Siena, Italien. Området sträcker sig över kommunerna Castiglione d'Orcia, Montalcino, Pienza, Radicofani och San Quirico d'Orcia. Kulturlandskapet fick 2004 världsarvsstatus.
Området omfattar både kalkstensområden där mycket lite kan växa och områden med riklig växtlighet. Det omfattar vindistriktet Montalcino där Brunello di Montalcino, ett av Italiens mest berömda viner kommer från. Oliver är en annan viktig produkt. Namnet Val d'Orcia är registrerat som ett varumärke. Pecorino, vin, olivolja, honung och saffran säljs i dag under det här varumärket. 